# Il diluvio (Henryk Sienkiewicz)
Il diluvio (Potop) è un romanzo storico dello scrittore polacco Henryk Sienkiewicz, pubblicato nel 1886. È il secondo volume di una trilogia, preceduta da Col ferro e col fuoco (Ogniem i mieczem, 1884) e seguito da Il signor Wołodyjowski (Pan Wołodyjowski, 1888). Il romanzo racconta la storia di un immaginario soldato e nobile della Confederazione polacco-lituana, Andrzej Kmicic ed è ambientato nel periodo del cosiddetto Diluvio, l'invasione della Confederazione polacco-lituana da parte del Regno russo e dell'Impero svedese tra il 1655 e il 1660.
Dal romanzo è stato tratto il film Diluvio del 1974 diretta da Jerzy Hoffman.

## Trama
Capitoli I – V

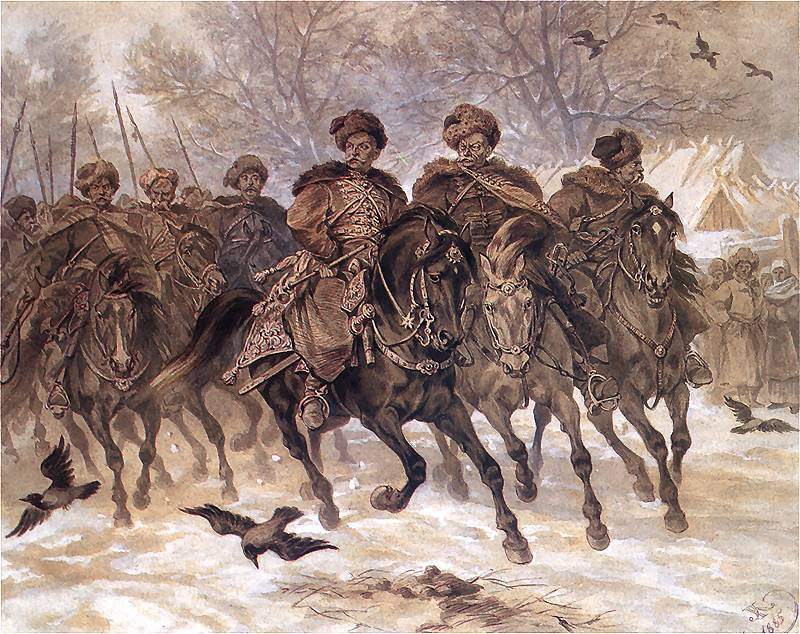
I compagni di Kmita a cavallo

Il romanzo inizia con una descrizione delle famiglie che vivono nei dintorni e all'interno del distretto di Rossyeni, la più antica e potente delle quali è quella i Billevič. Aleksandra Billevič, la nipote del capo cacciatore di Upita (oggi in Lituania), era rimasta orfana e lasciata alle cure della famiglia aristocratica. Destinata a sposare Andrei Kmita (in polacco Andrzej Kmicic), il cui padre era il migliore amico di suo nonno, Pan Eraclio, quando la coppia si incontra lei si innamora subito di lui, in particolare perché era un eroe di guerra di Smolensk. Tuttavia, diffida del suo carattere impetuoso e dei suoi compagni, farabutti che sono quasi considerabili come dei fuorilegge e che dipendono da lui per sfuggire alle autorità.
Nella sua villa a Lyubič, si verificano vari misfatti e presto le voci si diffondono nel quartiere. Vengono condotti all'incontro con Panna Aleksandra e fanno un giro in slitta, interrotto dalla notizia che è scoppiata una lite tra le truppe di Kmita e i cittadini di Upita per le provviste. La serie confusa di notizie giunge a Olenka tramite un vecchio servitore di nome Kassyan, con specifico riferimento alla dissolutezza in cui è caduta Lyubič. Di domenica incontra di nuovo i compagni di Kmita e li tratta con durezza, suscitando la loro ira e spingendoli a decidere di recarsi ad Upita per lamentarsi con il loro superiore. Lungo la strada, si fermano a bere vodka alla taverna Dola e giocano con le donne dei Butrym, venendo in quell'occasione puniti per la loro condotta dalle guardie cittadine.
Capitolo VI - X
Kmita torna a Vodokty con le sue truppe e deve confessare come ha maltrattato i colpevoli a Upita, ad esempio ordinando di assestare cento colpi al sindaco e agli assessori della città. La coppia litiga e lui decide di mandare via i suoi compagni, che lei dice hanno una cattiva influenza su di lui. A Lyubič trova i corpi dei suoi colleghi assassinati e, per vendetta, incendia il villaggio di Volmontoviči. Kmita deve cercare rifugio presso Olenka e lei lo costringe a fuggire.
L'azione passa ai problemi interni della Confederazione polacco-lituana, in particolare tra le fazioni di Janusz Radziwiłł (grande etmano della Lituania) e Pavel Sapyeha. Pan Volodyovski, un generale che si sta riprendendo da una ferita, vive con Pakoš Gaštovt a Lauda, e la gente desidera che sposi Olenka. Kmita fa ritorno per rapire Olenka e Volodyovski con la forza, ma trova alcuni cosacchi alle porte di Lyubič. Si ingaggia a quel punto un duello e lo stendardo di Orša viene ferito. Salvando Olenka, Michal Volodyovski decide di farle la proposta di matrimonio, ma viene rifiutato e lui sa che la donna ama Kmita, nonostante quanto in passato successo.
La guerra è in corso e a Volodyovski viene ordinato da Radziwiłł di concedere a Kmita l'incarico di allestire un'armata. Fa visita al cavaliere ferito a Lyubič e si impone di rendere un buon servizio alla Confederazione per cancellare le sue offese passate.
Capitoli XI – XV

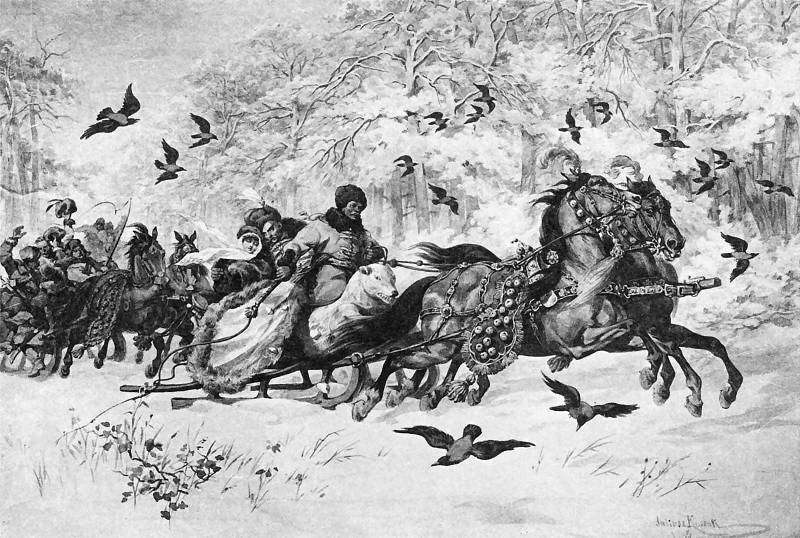
Kmita e Olenka si divertono a slittare insieme

La Grande Polonia viene invasa dagli svedesi e i nobili sono guidati da Pan Kryshtof Opalinski, il potente voivoda di Poznań. Tuttavia, quest'ultimo si era lasciato andare in tempo di pace, per questo il disfattismo traspare negli ambienti nobili. Si decide di trattare con Wittenberg, il comandante svedese, poiché i rinforzi non arrivano dal re polacco, Giovanni II Casimiro: Carlo Gustavo viene dunque accettato come sovrano.
Nel distretto di Lukovo, Yan Skshetuski vive con sua moglie e suo padre adottivo, Zagloba. Stanislaw Skshetuski, cugino di Yan, annuncia il tradimento e tutti e tre decidono di raggiungere il palazzo del principe Radziwiłł a Kyedani via Upita per vedere Michal Volodyovski. Scoprono che Pan Gosyevski e Yudytski sono stati arrestati e vengono convocati per un incontro privato con il principe che poi incontra due inviati svedesi, nello specifico il conte Lowenhaupt e il barone Schitte. Quella sera, prima di una festa, Kmita viene convocato dal principe e gli viene fatto giurare sulla santa croce che non lo lascerà fino alla morte. Olenka e Kmita si riuniscono e fanno pace. Il principe annuncia la sua alleanza con gli svedesi e gli Skšetuskis e Zagloba vengono gettati in prigione per dissenso. Radziwiłł spiega il suo pensiero a Kmita, che decide di rimanere fedele.
Capitoli XVI – XXII
Gli ungheresi e una parte dei dragoni di Myeleško e Kharlamp, i quali tentano di resistere, vengono massacrati dagli uomini di Kmita. Radziwiłł è determinato a uccidere Zagloba, ma Kmita implora per la sua vita e così il principe decide di inviare i suoi prigionieri dagli svedesi a Birji. Lungo la strada, Zagloba inganna Roh Kovalski, l'ufficiale conduttore, e scappa: i colonnelli prigionieri vengono salvati dagli uomini di Lauda e si dirigono al cospetto del voivoda di Vityebsk, sconfiggendo le truppe svedesi insediatesi in un villaggio.
Kmita fortifica Kyedani e lo squadrone di Volodyovski viene quasi catturato dal principe e dai reggimenti di Myeleško e Ganhoff, ma riesce a sfondare le linee. Kmita vede di nuovo Olenka mentre il principe la desidera ancora e il suo tutore Pan Billevič, il Portatore di spada del principe, come ostaggi a Kyedani. Tuttavia, Volodyovski viene in loro soccorso e Kmita è condannato a morte. Quando la situazione appare disperata, viene salvato da Zagloba, che trova tra i suoi vestiti una lettera del principe che lo rimprovera per aver salvato i colonnelli e Zagloba: subito dopo, viene liberato.
Capitoli XXIII – XXXIII
Kmita scopre che Radziwiłł ha ordinato agli svedesi di uccidere i comandanti militari. A una festa Olenka e Kmita sono obbligate a sedersi l'uno accanto all'altra e non possono esprimere i loro veri sentimenti. Giunge una lettera dal principe Boguslav, cugino di quest'ultimo, in cui afferma che le sue terre in Podlachia sono state devastate. Kmita convince il nobiluomo a mandarlo in missione da Carlo X Gustavo attraversando la Podlachia. Sulla strada incontra il principe Boguslav, che si dirige a Kyedani e scopre finalmente il tradimento di Radziwiłł. Sebbene fosse riuscito in un primo momento a catturare il principe, quest'ultimo riesce a fuggire, ferendo Kmita e uccidendo due dei suoi uomini.
Il sergente Soroka assume il comando e questi si rifugiano nella capanna di un fabbricante di pece nel cuore della foresta. Il fabbro fugge e avviene una rissa con alcuni ladri di cavalli che si rivelano essere Pan Kyemlič e i suoi due figli, ex soldati di Kmita e tanto fedeli a lui. Kmita, che ha perso le missive di Radziwiłł, decide di agire come commerciante di cavalli e dirige con i Kyemlič per il confine prussiano, dopo aver scritto una lettera ai colonnelli sotto il nome di Babinič, avvertendoli dei movimenti e della strategia di Radziwiłł. Scrive anche a quest'ultimo avvertendolo di non fare del male a Olenka o rivelerà le sue lettere infide.
Kmita incontra Jendzian, ora un nobile inferiore, che accetta di portare la lettera ai comandanti militari. Le truppe confederate arrivano alla locanda, il Mandrake, e gli uomini di Kmita combattono con quelli di Yuzva Butrym, battendoli. Arrivato a Ščučyn con il suo piccolo seguito, si riunisce con il suo vecchio maestro Yan Skshetuski e racconta loro della conversione di Kmita. I colonnelli sono diffidenti ma, dopo aver ricevuto una lettera firmata da Kmita, decidono di dirigersi verso Białystok per concentrare le forze confederate. Qui, Zagloba viene sorprendentemente nominato capo temporaneo e inizia immediatamente a disciplinare e organizzare i rifornimenti per le truppe e a costruire opere d'arte. Volodyovski viene inviato a occuparsi di una forza che assedia un villaggio. Infine, il voivoda di Vityebsk, Sapyeha, arriva con il suo esercito, accompagnato da un Volodyovski di ritorno.
Capitoli XXXIV – XXXVII
Radziwiłł deve aspettare le truppe svedesi prima di scendere in Podlachia. Gli svedesi hanno nel frattempo invaso la Grande Polonia, la Piccola Polonia e superato pure Cracovia. Il principe Boguslav arriva a Kyedani e cerca di rafforzare il morale di suo cugino, oltre che mettere sotto assedio Olenka, la quale informa falsamente che Kmita si unisce al traditore polacco, Radzeyovski, per l'oro e promette di liberare Giovanni II Casimiro, rifugiandosi in Slesia, agli svedesi. Si assicura anche di fare amicizia con il tutore di Olenka, il portatore di spada di Rossyeni. Arriva una lettera da Sapyeha che esorta i Radziwiłł a rompere con Carlo Gustavo e chiedere perdono al re Giovanni Casimiro, ma il principe decide di marciare suLLa Podlachia.
Andrei Kmita, che a quel punto finge di essere un nobile cattolico della Prussia elettorale, è deluso dai discorsi dei nobili che in quella fase si sono rassegnati al dominio svedese. È costretto a vendere i suoi cavalli a un comandante prussiano a Pryasnyš in cambio di una postilla cartacea che ora può usare come lasciapassare per raggiungere Varsavia. Giungono infauste notizie per via della caduta di Cracovia e della sconfitta del generale polacco Čarnyetski e, più Kmita si avvicina alla capitale, più si hanno notizie sulla grave oppressione svedese sotto il conte Arvid Wittenberg, il comandante della guarnigione e Radzeyovski, e il saccheggio, in particolare ad opera di traditori polacchi, che per lo più rimane impunito. Aggressori svedesi e tedeschi vicino a Sohachev assediano Pan Lushchevski, lo starosta, a Teresin, la sua tenuta privata: Kmita e i suoi uomini vengono in suo aiuto e li battono. Alla fine parte per Chenstohova (Częstochowa), pieno di speranza quando la figlia della starosta, chiamata anche Olenka, gli dice che sarà fedele al suo amante, chiamato anche Andrei.
Capitoli XXXVIII – XLI

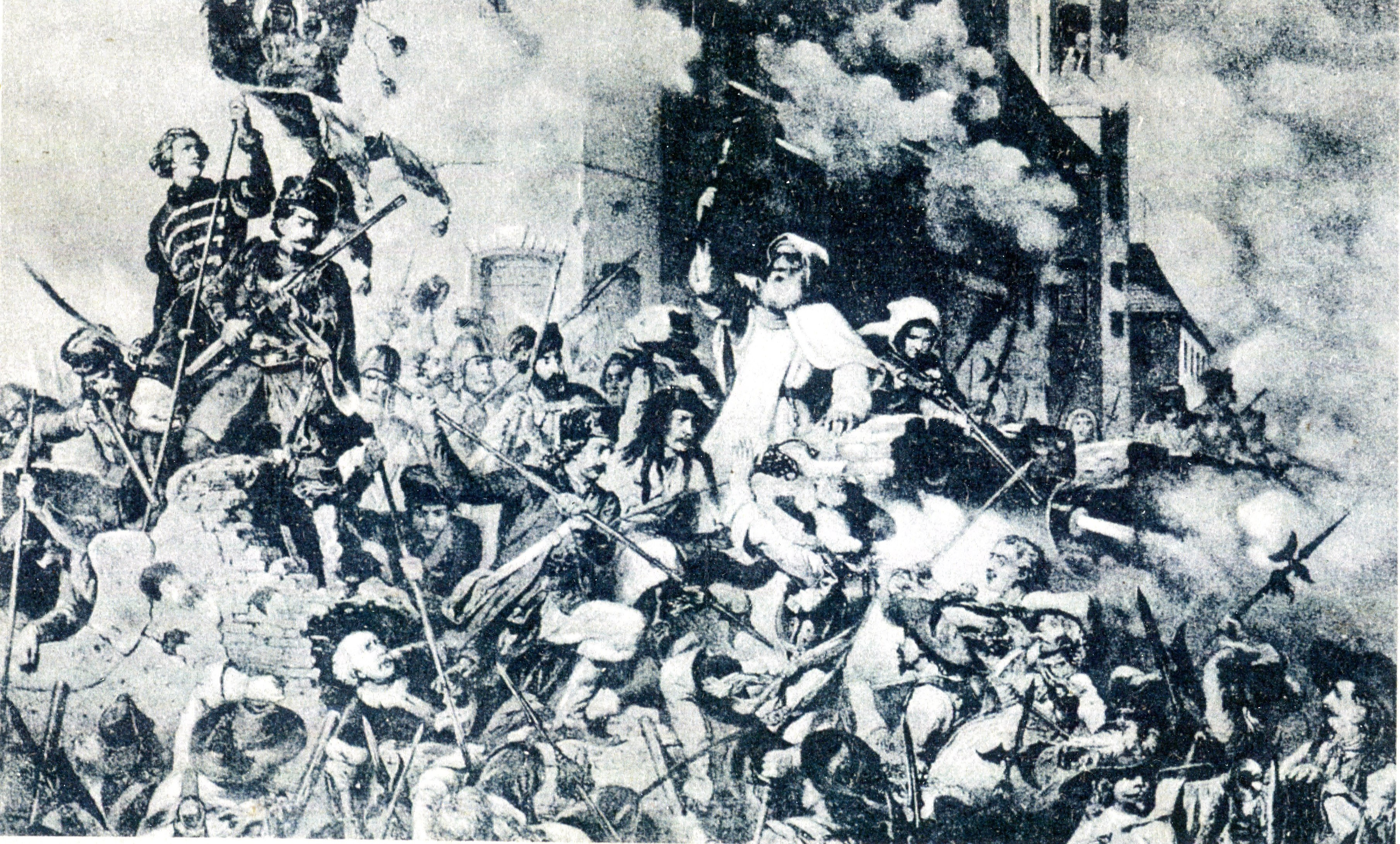
Difensori sulle mura di Jasna Gora

Le fortune degli svedesi aumentano: il resto dell'armata polacca si è ribellata e si diffondono voci che la divisione dell'aristocratico Aleksander Koniecpolski – un eroe dell'assedio di Zbarazh, una tappa della rivolta di Chmel'nyc'kyj – si sia unita a Carlo Gustavo. Giovanni Casimiro risiede allora a Glogov con il suo piccolo seguito, ma anche alcuni di questi lo stanno abbandonando: in una locanda, Kmita ascolta una conversazione in tedesco tra il barone Lisola, l'emissario boemo dell'imperatore di Germania e il conte Vejhard Vješohovič (un mercenario che combatte per gli svedesi) che Čenstohova sarà saccheggiata per i suoi tesori.
Kmita e il suo seguito intraprendono il loro percorso al sacro monastero di Jasna Gora e avverte personalmente il priore, padre Augustyn Kordecki. Dopo un'accoglienza un po' ostile, specialmente da parte di un sospettoso Čarnyetski, la fortezza prende misure difensive orchestrate da Zamoyski e Čarnyetski, usando cannoni consegnati in precedenza da Cracovia. Arriva il contingente svedese guidato dal generale Miller, i termini di resa vengono respinti e l'assedio comincia. contro il consiglio dell'esperto colonnello Sadovski, il 18 novembre. Lo stesso Kmita si incarica di sparare con un cannone e distrugge con successo molte strutture difensive e truppe scandinave. Gli assediati effettuano anche una sortita a sorpresa il 28 novembre e disabilitano altri due cannoni svedesi. Čarnyetski è colpito dall'abilità e dal coraggio del lituano, in particolare quando Kmita disinnesca una palla di cannone svedese rimuovendone la carica. Il priore Kordotski chiede a Kmita di dedicare la sfera di ferro alla Santissima Signora una volta che il nemico ha lasciato il campo di battaglia.

## Personaggi principali
Figure storiche:

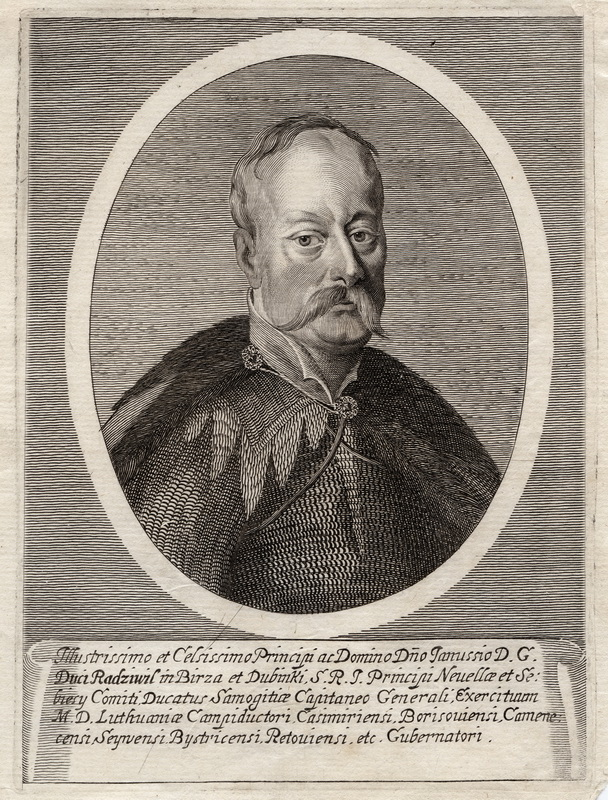
Principe Janusz Radziwiłł (1653)

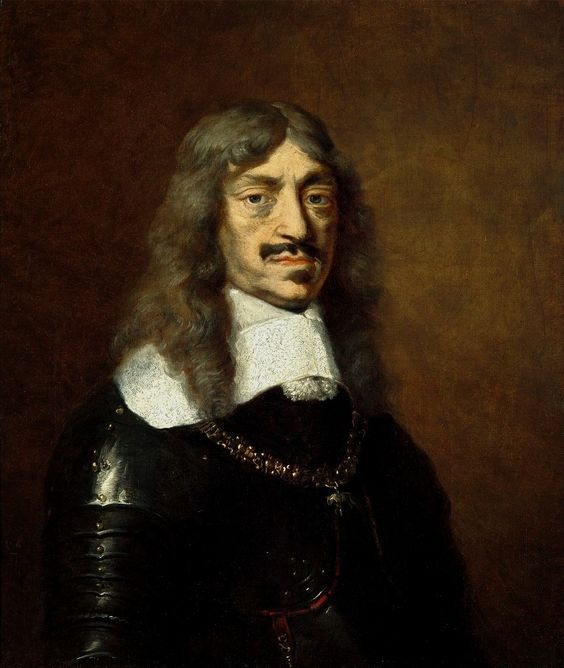
Re Giovanni II Casimiro di Polonia

- Janusz Radziwiłł: il principe del clan di Trąby (noto anche come Janusz il Secondo o Janusz il Giovane, 1612–1655) fu un magnate molto influente nella Polonia-Lituania. Nel corso della sua vita ricoprì numerosi incarichi nell'amministrazione statale, tra cui quello di ciambellano di corte (podkomorzy) dal 1633 e grande atamano di Lituania (dal 1654). Fu altresì voivoda di Vilnius, nonché starosta di Samogizia, Kamenec, Kazimierz e Sejwy. Ai suoi tempi assunse un ruolo talmente influente da essere descritto talvolta come sovrano de facto dell'intero Granducato di Lituania. Durante il diluvio, l'invasione svedese della Polonia–Lituania avvenuta durante la seconda guerra del Nord, si schierò con il monarca scandinavo firmando il trattato di Kėdainiai e l'unione di Kėdainiai. Questa mossa tuttavia lo rese sgradito alla maggior parte degli altri nobili, compresi i membri della sua stessa famiglia, tanto da essere definito un "traditore".[1] Le sue forze furono infine sconfitte in battaglia e lui stesso morì in un castello assediato a Tykocin.
- Bogusław Radziwiłł
- Paweł Jan Sapieha
- Giovanni II Casimiro
- Stefan Czarniecki
- Jerzy Sebastian Lubomirski

Personaggi immaginari (alcuni basati su figure storiche reali):
- Andrzej Kmicic
- Michał Wołodyjowski
- Aleksandra Billewiczówna
- Jan Onufry Zagloba
- Jan Skrzetuski
- Stanisław Skrzetuski
- Soroka
- Roch Kowalski

## Adattamenti cinematografici
Il primo adattamento al grande schermo noto, allora come film muto, fu realizzato da Pёtr Ivanovič Čardynin nel 1915. Il romanzo costituì la trama di una seconda pellicola nel 1974 grazie al lavoro del regista polacco Jerzy Hoffman, il quale intitolò il suo lavoro Diluvio. Il ruolo di Andrzej Kmicic fu interpretato dall'attore polacco Daniel Olbrychski.

## Edizioni
- Il diluvio, Roma, Buffetti, 1922, SBN CUB0598245.
- Il diluvio, traduzione di Alberto Corradini, Catania, Paoline, 1968, SBN LIA0036224.
- Il diluvio, traduzione di Irma Rios, Milano, Baldini & Castoldi, 1901, SBN CUB0598195.
- Samuele Baracani e Francesco Tosi (a cura di), Il Diluvio: Volume Unico, Amazon Digital Services LLC - KDP Print US, 2019, ISBN 978-10-72-49377-8.